# Ono San Pietro
Ono San Pietro är en ort och kommun i provinsen Brescia i regionen Lombardiet i Italien. Kommunen hade 963 invånare (2018).